# 창정회
창정회(일본어: 創政会 소세이카이[*])는 일본 자유민주당의 파벌이었던 목요 클럽의 파벌 내 파벌이었다. 다케시타 노보루가 조직했으며 지금의 헤이세이 연구회로 이어지는 경세회의 원류가 되었다.

## 연혁

### 1984년
다나카 가쿠에이가 이끌던 목요 클럽은 1984년 기준으로 소속된 의원 수만 121명에 달하는 자민당 내 최대 파벌이었다. 하지만 철저히 다나카의 지배하에 있었던 데다가 내각총리대신에 복귀하길 원했던 다나카는 자신의 파벌에서 총리대신이 배출되는 걸 원치 않았다. 이런 상황이 10년 넘게 이어지는 상황 속에서 다른 파벌 출신을 중용하는 다나카에 대한 반발심이 파벌 내에서 생기기 시작했다. 소장파 의원들은 다케시타를 중심으로 뭉치기 시작했고 1984년 말 나카소네 야스히로의 총재 임기가 얼마 남지 않자 차기 총재 얘기가 흘러나왔다.
10월 24일 명목상 파벌 회장을 맡고 있던 니카이도 스스무는 같은 당인 스즈키 젠코·후쿠다 다케오, 공명당 위원장 다케이리 요시카쓰·민사당 위원장 사사키 료사쿠 등의 지지를 받아 총재 선거에 출마하기로 했다. 하지만 후쿠다파의 의견이 정리되지 않았고 목요 클럽의 가네마루 신의 방해 공작으로 실패했다. 무엇보다 자민당 총재 선거에 다른 정당이 관여하는 것에 대한 반감이 컸다. 다나카도 니카이도의 총재 선거 출마에 반대했기에 30일 나카소네는 무난하게 재선에 성공했다. 이 사건을 니카이도 옹립 구상이라 하는데 이 사건은 다나카파에 심각한 균열을 초래했고 다나카의 파벌 지배력이 예전만 하지 않다는 것을 보여주었다.
다나카는 니카이도를 달래기 위해 나카소네의 후임 총재로 니카이도를 공식 지명했다. 이 발언은 다케시타와 가네마루를 자극했고 새로운 파벌을 만들기 위한 뒷공작을 시작했다.
12월 18일 아카사카의 한 프랑스 요리점에 다케시타·가지야마 세이로쿠·가네마루·오부치 게이조·하타 쓰토무·오자와 이치로·엔도 가나메 등 7명이 모여 차기 총재 선거에서 다케시타를 옹립할 계획을 세웠다. 오자와의 주장에 의하면 이 계획은 오자와와 가지야마가 제안한 것이라고 한다. 이틀 뒤에 가네마루는 도쿄도의 한 호텔에서 후쿠다파의 아베 신타로와 만나 다케시타 옹립 계획을 공유했다.
25일 가메오카 다카오·하시모토 류타로 등이 참여해 12명이 다시 만났다.(일설에는 18명이라고도 한다) 이 모임에서 목요 클럽 내에 공부 모임을 만들 것과 다케시타가 발행하고 있던 기관지 『창정』을 모임의 이름으로 할 것을 확인했다. 또한 연초로 예정된 발족 준비회 멤버의 인선을 진행해 25명이 결정됐다.

### 1985년
1985년 1월 23일 쓰키지에 위치한 료테이 가쓰라에서 다케시타·가네마루·오부치·하시모토·오자와·가지야마·하타 등 25명이 모여서 다나카의 동의를 얻어 공부 모임을 만들 것을 결정했다. 27일 밤 다케시타는 다나카의 저택을 방문해 정책연구회 창설에 대한 허가를 구했다. 이때 다나카는 이를 승인하면서 "내가 (총리대신을) 한 번 더 한 뒤에 네가 총리가 돼라"라고 했다. 다음 날 신문을 통해 이 사실이 알려지자 와타나베 고조와 오쿠다 게이와가 다나카를 찾았지만 다나카는 "그 얘기라면 어제 다케시타에게서 들었다. 공부 모임이니까 너희도 열심히 해라. 애초에 요즘 젊은이들은 공부를 너무 하지 않는다"라며 오히려 입회를 권유하는 모습을 보였다. 한편 가네마루는 창정회를 창설한 것은 다른 뜻이 있기 때문이 아니라는 것을 강조하기 위해 다나카의 사위인 다나카 나오키에게 열심히 가입을 권유했다.
그런데 다나카는 29일에 창정회 가입자가 70명에 도달했다는 사실과 공부 모임이 주도면밀한 준비 과정을 거쳐 만들어졌으며 인사까지 결정되어 있다는 사실을 알고선 창정회가 단순한 공부 모임이 아니라 사실상의 쿠데타임을 눈치챘다. 이대로는 다나카파 소속 의원의 2/3에 달하는 80명 이상이 창정회에 가입할 우려가 있었다.
30일 다나카는 사무소에서 다마키 가즈오 등을 만나 "다케시타는 아직 10년 이르다. 2, 3번 정도 선거에서 더 고생을 해야 한다", "(창정회가) 정책 공부 이외의 것을 하게 두지 않겠다. 정권을 좌지우지하도록 둘 수 없다", "다케시타가 23일 회합 때 돈을 뿌린 것 같다. 괘씸하다" 등의 발언을 하면서 분노를 표출했다. 목요 클럽의 사무총장을 맡고 있던 오자와 다쓰오를 불러 화를 냈다.
31일 다나카가 니카이도를 자택에 불러서 목요 클럽 소속 의원의 창정회 참가를 막아라고 지시했다. 그날 낮에 열린 총회에서 니카이도와 에사키 마스미는 창정회를 견제하는 발언을 했다. 다나카의 공세에 밀려 창정회 가입 희망자는 83명에서 40명으로 급감했다. 하지만 당시 자민당 총재 선거에 나서기 위해 필요한 추천인 수가 50명이란 걸 감안하면 40명도 무시할 수준은 아니었다. 하지만 다케시타도 지나치게 대결적 자세를 취하는 것은 현명하지 못하다고 판단하여 창립 총회를 호텔에서 열지 않고 목요 클럽 사무소가 있는 빌딩에서 진행하기로 했다.

### 창정회 결성
1985년 2월 7일, 공식적으로 창정회의 설립 총회가 열렸다. 참가 인원은 절반으로 줄었지만 반대로 말하자면 다나카의 탄압에도 불구하고 절반이나 남은 셈이었고 이들은 다케시타의 정치적 지지 기반이 되었다. 참가자는 중의원 의원 29명, 참의원 의원 11명이었다. 명단은 다음과 같다.
중의원(29명)
- 아다치 도쿠로
- 다케시타 노보루
- 가메오카 다카오
- 오부치 게이조
- 하시모토 류타로
- 오무라 조지
- 야마무라 신지로
- 오자와 이치로
- 하타 쓰토무
- 와타나베 고조
- 사토 모리요시
- 가지야마 세이로쿠
- 나카무라 기시로
- 무라오카 가네조
- 다와라 다카시

- 나카지마 마모루
- 니시다 마모루
- 하타 에이지로
- 하토야마 구니오
- 호리 고스케
- 지카오카 리이치로
- 노나카 히로무
- 누카가 후쿠시로
- 에노모토 와헤이
- 시오지마 다이
- 도쓰카 신야
- 나카무라 세이지
- 노로타 호세이
- 히라바야시 고조

참의원(11명)
- 가지키 마타조
- 엔도 가나메
- 나카무라 다로
- 산토 아키코
- 호리에 마사오
- 마스오카 고지

- 마쓰오 간페이
- 이노우에 다카시
- 시무라 데쓰로
- 오카노 유타카
- 마쓰우라 이사오

록히드 사건의 여파로 원래 술을 가까이 하던 다나카였지만 창정회 결성 소식을 듣고 화를 주체하지 못해 매일같이 위스키를 마셨다. 주변에서 말리는 것도 아랑곳하지 않고 집에서도 사무소에서도 연일 술을 마셨다. 그러다가 2월 말 비서인 하야사카 시게조에게 "젊은 애들이 말했던 부회장 제도를 만들까? 3명 정도 둬서 그 중 한 명은 다케시타로 하고"라고 말했다. 하야사카도 이에 호응하며 "다케시타를 부회장으로 임명하면서 목요 클럽의 새로운 틀을 짜서 다 함께 새출발을 하면 좋을 겁니다"라고 제안했다. 다나카는 4월에 시행할 수 있도록 준비할 것을 하야사카에게 명했다.
26일 목요 클럽 내에서 입각한 의원들로 구성된 영회(栄会)가 다나카의 지시로 만들어졌다. 같은 날 열린 총회에서 다나카는 "현명한 자는 듣고 아둔한 자는 말을 한다. 나도 오늘부터 현명한 자가 되겠다. 하고 싶은 말이 있다면 사양하지 말고 말해달라"라고 했다. 그리고 이 날도 다나카는 취할 때까지 마셨다고 한다.
다음 날 아침부터 몸 상태가 이상함을 느낀 다나카는 골프장에 갈 계획을 취소하고 자택에서 잠을 잤다. 그리고 오후 5시 뇌경색으로 쓰러져 도쿄체신병원에 입원했다. 목숨은 건졌지만 언어 장애가 생겼고 그렇게 다나카의 정치 생명은 종언을 고했다.
1986년 총선 전날인 4월 25일 다케시타는 당시 54명으로 구성돼 있던 창정회를 해산했다. 이후 목요 클럽은 다케시타를 지지하는 세력과 니카이도를 중심으로 다케시타에 반대하는 세력의 대립하게 되고 1987년 7월 4일 다케시타는 정식으로 자신이 이끄는 파벌인 경세회를 결성하게 된다.

## 일화
다나카는 오자와·가지야마·하타 등 자식처럼 여겼던 부하들이 쿠데타에 가담한 것에 상당히 충격을 받았다고 한다. 오자와는 "평소 흠모하던 다나카 씨를 끌어내릴 의도는 없었다. 다케시타 씨를 후계자로 지명해 준다면 그걸로 끝날 일이었다"라고 말했으며 창정회 창립 전날엔 펑펑 울었다고 했다. 가지야마는 파벌의 후계자를 정한다면 그걸로 족하고 다나카 씨의 지배가 이어지는 것에 대해서는 반대하지 않았다고 주장했다. 하타도 비슷한 주장을 했다. 이에 대해 고토다 마사하루는 "다나카 씨가 쓰러지지 않았다면 훗날 반드시 기회를 봐서 끌어내리고자 했을 것이다"라고 주장했다.
다케시타의 측근으로 창정회 창립 멤버였던 와타나베 고조는 다나카의 저택을 찾았을 때 "네 녀석, 다음 선거 때 (동향인) 가와시마를 내보내서 낙선시킬 거다"라고 화냈다고 한다.
노나카 히로무는 "다나카 씨가 록히드 사건에 당했을 때 우리가 창정회를 만들었죠. 그때 가지야마 씨가 "우리 간부가 먼저 가서 다나카 씨한테 혼날 테니 너희는 그 다음에 가라"라고 하더군요. 그래서 늦게 다나카 씨를 찾아가 방에 들어가니 뒤에 있는 서랍에서 상자를 꺼내면서 "필요하면 가져가도 좋다"라고 하더군요. 반기를 든 부하들을 앞에 두고 이 마당에 돈을 뿌리는 건.... 그건 정말 안타까운 일이었죠"라고 회상했다.

## 같이 보기
- 자유민주당의 파벌
- 목요 클럽
- 헤이세이 연구회
- 다케시타 노보루

## 참고 문헌
- 奥島貞雄 (2005년 9월 25일). 《自民党幹事長室の30年》 [자민당 간사장 30년]. 中公文庫 (일본어). 中央公論新社. ISBN 978-4122045934.
- 早坂茂三 (1988년 11월 20일). 《駕籠に乗る人・担ぐ人―自民党裏面史に学ぶ》 [가마에 올라탄 사람과 가마를 짊어진 사람 - 자민당 이면의 역사를 배우다] (일본어). 祥伝社. ISBN 978-4396610159.
- 早坂茂三 (1991년 12월 12일). 《権力の司祭たち》 [권력의 사제들] (일본어). 飛鳥新社. ISBN 978-4870311039.
- 矢野絢也 (1994년 9월 1일). 《二重権力・闇の流れ》 [이중 권력 ~ 어둠의 흐름] (일본어). 文藝春秋. ISBN 978-4163492100.
- 立花隆 (2005년 8월 10일). 《政治と情念》 [정치와 정념]. 文春文庫 (일본어). 文藝春秋. ISBN 978-4167330187.
- 佐藤昭子 (2001년 3월 1일). 《決定版 私の田中角栄日記》 [결정판 ~ 나의 다나카 가쿠에이 일기]. 新潮文庫 (일본어). 新潮社. ISBN 978-4101486314.
- マスコミ研究会, 편집. (1985년 2월). 《暗闘 田中角栄VS竹下登》 [암운 다나카 가쿠에이 VS 다케시타 노보루] (일본어). 国会通信社.
- 朝日新聞政治部, 편집. (1987년 9월 20일). 《田中支配とその崩壊》 [다나카의 지배와 그 붕괴]. 朝日文庫 (일본어). 朝日新聞社. ISBN 978-4022604729.
- 早野透 (2012년 10월 25일). 《田中角栄》 [다나카 가쿠에이]. 中公新書 (일본어). 中央公論新社. ISBN 978-4-12-102186-1.
- 中澤雄大 (2015년 12월 17일). 《角栄の「遺言」 「田中軍団」最後の秘書 朝賀昭》 [가쿠에이의 「유언」 ~ 다나카 군단 최후의 비서 아사카 아키라]. 講談社+α文庫 (일본어). 講談社. ISBN 978-4-06-281636-6.